# Бела Бодоньї
Бела Бодоньї (угор. Béla Bodonyi, нар. 14 вересня 1956, Ясдожа) — угорський футболіст, що грав на позиції нападника.
Виступав, зокрема, за клуб «Гонвед», а також національну збірну Угорщини.

## Клубна кар'єра
У дорослому футболі дебютував 1974 року виступами за команду «Дебрецен», в якій провів два сезони.
Своєю грою за цю команду привернув увагу представників тренерського штабу клубу «Гонвед», до складу якого приєднався 1976 року. Відіграв за клуб з Будапешта наступні одинадцять з половиною сезонів своєї ігрової кар'єри. Більшість часу, проведеного у складі «Гонведа», був основним гравцем атакувальної ланки команди. За цей час він виграв із ним 4 чемпіонати Угорщини (1980, 1984, 1985, 1986) та один національний Кубок. 
Протягом другої половини сезону 1987/88 років знову захищав кольори клубу «Дебрецен», після чого переїхав до Швейцарії, де грав до завершення кар'єри за клуби «Бюль», «Фрібур» та кілька інших аматорських команд, де працював граючим тренером. 
У 2011 році він став головним тренером «Бюля», але покинув свою посаду в лютому 2012 року.

## Виступи за збірну
17 жовтня 1979 року дебютував в офіційних іграх у складі національної збірної Угорщини у кваліфікаційному матчі до чемпіонату Європи 1980 року з Фінляндією (3:1). 24 вересня 1980 року у товариській грі проти Іспанії (2:2) забив перший гол за національну збірну.
У складі збірної був учасником чемпіонату світу 1982 року в Іспанії, але на поле не виходив.
Загалом протягом кар'єри у національній команді, яка тривала 7 років, провів у її формі 27 матчів, забивши 6 голів.

## Титули і досягнення
- Чемпіон Угорщини (4):

«Гонвед»: 1979/80, 1983/84, 1984/85, 1985/86,
- Володар Кубка Угорщини (1):

«Гонвед»: 1984/85